# Anne Applebaum
Anne Elizabeth Applebaum (Washington DC, 25 de juliol de 1964) és una periodista i escriptora estatunidenca. Ha escrit de forma extensa sobre temes relatius al comunisme i al desenvolupament de la societat civil a l'Europa de l'Est i a la Unió Soviètica / Rússia. Avui en dia és columnista i membre del Consell Editorial del Washington Post.

## Biografia
Va estudiar a la Universitat Yale i va obtenir una beca Marshall a la London School of Economics i al Saint Antony's College de la Universitat d'Oxford abans de mudar-se a Varsòvia el 1988. Treballant pel setmanari The Economist, va proporcionar valuosa cobertura de primera mà de les importants transicions socials i polítiques a Europa de l'Est, abans i després de la caiguda del mur de Berlín el 1989, de la qual també va informar. El 1992 va ser guardonada amb el premi Charles Douglas-Home Memorial Trust.
Vivint entre Londres i Varsòvia durant els 1990, va ser durant diversos anys una columnista molt llegida del diari londinenc Evening Standard.
El primer llibre d'Applebaum, Entre l'est i l'oest, fou una guia de viatge que va ser premiada amb el premi Adolph Bentinck el 1996. El seu segon llibre, Gulag: A History, va ser publicat el 2003 i va ser guardonat amb el Premi Pulitzer del 2004 en llibres generals de no-ficció. El comitè del Pulitzer va denominar Gulag: A History com un «treball de referència en erudició històrica i una indeleble contribució a la complexa i necessària recerca de la veritat que està en curs».
Applebaum parla anglès, francès, polonès i rus. Està casada amb Radek Sikorski, un polític i escriptor polonès. Tenen dos fills, Alexander i Tadeusz. El 31 d'octubre de 2005 el seu marit va prendre possessió del càrrec de Ministre de Defensa del govern polonès.

## Obres
- Entre l'Est i l'Oest: A través de les fronteres d'Europa. 1994
- Gulag: A History. 2003

## Premis i reconeixements
- 2004 Pulitzer Prize (General Non-Fiction), Gulag: A History[9]
- 2012 National Book Award (Nonfiction), finalist, Iron Curtain: The Crushing of Eastern Europe 1944–1956[10]
- 2013 Cundill Prize, Iron Curtain: The Crushing of Eastern Europe 1944-1956[11]